# シェナンドー軍 (南軍)
南北戦争中の南軍シェナンドー軍（シェナンドーぐん、Army of the Shenandoah）は、バージニア州のシェナンドー渓谷防衛のために、戦争初期に組織された軍である。第一次ブルランの戦いの際にポトマック軍支援に派遣され、戦闘終了後にポトマック軍と統合された。

## 歴史
シェナンドー軍は、バージニア州（現在のウェストバージニア州）ハーパーズ・フェリーを確保・防衛するために派遣された多くの民兵や志願兵大隊を組織して結成された。これら大隊の組織と訓練のため、バージニア州司令官であったロバート・E・リーは、当初トーマス・（ストーンウォール）・ジャクソンを司令官に任命した。ジャクソンは中隊を再編して、歩兵5個連隊と1個砲兵中隊を組織したが、これが後のストーンウオール旅団（Stonewall Brigade）の基礎となった。5月15日、ジャクソンに代わってジョセフ・ジョンストンがハーパーズ・フェリーの司令官となり、アメリカ連合国各地から幾つかの旅団を受け入れた。最終的には4個歩兵旅団、J・E・B・スチュアートが指揮する1個独立騎兵連隊（第1バージニア騎兵連隊）を有することとなった。
6月中旬、ロバート・パターソンを司令官とする北軍ペンシルバニア軍管区の部隊がハーパーズ・フェリーに向かって南下を開始した。街の周囲の地形から防衛不能と恐れたジョンストンは、橋と街の設備を破壊して、南方のウィンチェスターに後退した。パターソンはジョンストンを追撃せず、ポトマック川沿いに部隊を留めた。その後数週間にわたって両軍のにらみ合いが続いたが、戦闘は7月2日のホークスランの戦い（Battle of Hoke's Run）があったのみであった。ほぼ2週間ポトマック川付近に留まり、いくらかの増援を受けた後、パターソンはウィンチェスターに向かって前進を開始したが、ジョンストン軍の偵察を務めるスチュアート騎兵連隊に遭遇し、僅か8kmほど前進できただけであった。パターソンは再び部隊を停止させ、今後の方針に関して幕僚に図ったが、注意を払うべきとの意見を得た。このことと、隷下の幾つかの連隊が任期完了のため従軍を拒否したことが重なり、パターソンはそれ以上の前進を中止した。このため、ジョンストンは7月18日に受領したP・G・T・ボーリガードのポトマック軍支援のために、シェナンドー軍をマナサス・ジャンクションに移動させるという命令を実行することができた。移動は18日の夕方に開始され、各旅団はピドモントまで徒歩で行軍し、そこから鉄道を使ってマナサス・ジャンクションへ向かった。鉄道はこの1本であったため、一度に大量の移動はできず。また砲兵と騎兵は自力で移動した。シェナンドー軍の最後の部隊がマナサスに到着したのは、7月21日であった。
ジョンストンはボーリガードより階級が上であったため、2つの軍の総指揮はジョンストンが執ることとなった。ジョンストンがマナサスに到着する以前に、ボーリガードは7月21日にブルラン・クリークを渡河して北軍アービン・マクドウェルの北東バージニア軍管区部隊の左翼を攻撃する計画を立案しており、ジョンストンはこれを承認し、彼の名前で命令を出すことを認めた。しかし、この命令は明瞭ではなくまた相反する部分もあったため、各旅団長は混乱し攻撃は実施されなかった。7月21日朝、マクドウェルは南軍左翼に対する攻撃を実施した。これに対抗するのはボーリガード隷下の1個旅団のみであったが、戦闘がマシューズヒルからヘンリーハウスヒルに拡大すると、南軍の旅団はこれに対応すべく左翼に移動した。結局シェナンドー軍の4個旅団全部と、ポトマック軍8個旅団の内4個旅団がこの地域での戦闘に投入された。ヘンリーハウスヒルを防衛におけるジャクソンの様子から、「ストーンウオール」のあだ名がつけられ、また彼の旅団の名称ともなった。
第一次ブルランの戦いの後、シェナンドー軍とポトマック軍は統合され、北バージニア軍管区が設立された。しかし野戦軍の名称としてはポトマック軍が使われた。ポトマック軍の軍司令官にはジョンストンが就任し、ボーリガードは副司令官となったが、その後西部戦線に転任となった。

## 第一次ブルランの戦いの戦闘序列
総司令官：ジョセフ・ジョンストン少将
| 軍                                        | 旅団                                                                | 連隊・その他                                                                        |
| ----------------------------------------- | ------------------------------------------------------------------- | ----------------------------------------------------------------------------------- |
| シェナンドー軍 ジョセフ・ジョンストン少将 | 第1旅団 ストーンウォール・ジャクソン准将                            | - 5個歩兵連隊 - 1個野砲連隊                                                         |
| シェナンドー軍 ジョセフ・ジョンストン少将 | 第2旅団 Francis S. Bartow大佐（負傷） Lucius Jeremiah Gartrell大佐  | - 2個歩兵連隊 - 1個野砲連隊                                                         |
| シェナンドー軍 ジョセフ・ジョンストン少将 | 第3旅団 Barnard Elliott Bee, Jr.准将（戦死） States Rights Gist大佐 | - 4個歩兵連隊 - 1個野砲連隊                                                         |
| シェナンドー軍 ジョセフ・ジョンストン少将 | 第4旅団 エドマンド・カービー・スミス准将（負傷） Arnold Elzey大佐   | - 2個歩兵連隊・1個歩兵大隊 - 1個野砲連隊                                            |
| シェナンドー軍 ジョセフ・ジョンストン少将 | 独立砲兵                                                            | - 1個野砲連隊                                                                       |
| シェナンドー軍 ジョセフ・ジョンストン少将 | 独立騎兵                                                            | - 1個騎兵連隊                                                                       |
| ポトマック軍 P・G・T・ボーリガード准将    | 司令部護衛                                                          | - 1個騎兵中隊                                                                       |
| ポトマック軍 P・G・T・ボーリガード准将    | 第1旅団 Milledge Luke Bonham准将                                    | - 6個歩兵連隊 - 2個騎兵大隊・2個騎兵中隊 - 1個野砲連隊・1個榴弾砲中隊               |
| ポトマック軍 P・G・T・ボーリガード准将    | 第2旅団 リチャード・イーウェル准将                                  | - 3個歩兵連隊 - 1個騎兵大隊 - 1個野砲大隊                                           |
| ポトマック軍 P・G・T・ボーリガード准将    | 第3旅団 David Rumph Jones准将                                       | - 3個歩兵連隊 - 1個騎兵大隊 - 1個野砲大隊                                           |
| ポトマック軍 P・G・T・ボーリガード准将    | 第4旅団 ジェイムズ・ロングストリート准将                            | - 4個歩兵連隊 - 1個独立騎兵大隊（テキサス・レンジャー） - 1個騎兵大隊 - 1個野砲中隊 |
| ポトマック軍 P・G・T・ボーリガード准将    | 第5旅団 Philip St. George Cocke准将                                 | - 6個歩兵連隊 - 1個騎兵連隊・1個騎兵大隊 - 2個野砲中隊                              |
| ポトマック軍 P・G・T・ボーリガード准将    | 第6旅団 ジュバル・アーリー准将                                      | - 4個歩兵連隊 - 2個騎兵大隊 - 2個野砲大隊                                           |
| ポトマック軍 P・G・T・ボーリガード准将    | 第7旅団 Nathan George Evans准将                                     | - 2個歩兵連隊 - 2個騎兵大隊 - 1個野砲連隊                                           |
| ポトマック軍 P・G・T・ボーリガード准将    | 予備旅団 Theophilus H. Holmes准将                                   | - 2個歩兵連隊 - 1個野砲連隊                                                         |
| ポトマック軍 P・G・T・ボーリガード准将    | 独立歩兵                                                            | - 1個歩兵連隊                                                                       |

## 参考資料
- Davis, William C. Battle at Bull Run: A History of the First Major Campaign of the Civil War. Garden City, New York: Doubleday & Company, Inc., 1977.
- Detzer, David. Donnybrook: The Battle of Bull Run, 1861. New York: Harcourt, Inc., 2004. ISBN 0-15-100889-2.
- Gottfried, Bradley M. The Maps of Bull Run: An Atlas of the First Bull Run (Manassas) Campaign, including the Battle of Ball's Bluff, June–October 1861. New York: Savas Beatie, 2009. ISBN 978-1-932714-60-9.
- CivilWarHome.com – Army of the Shenandoah